# Бресковски, Стойчо Василев
Стойчо Василев Бресковски (25 декабря 1934 — 15 января 2004) — болгарский геолог и палеонтолог.

## Биография
Родился в Гранитe, Старозагорской области в Болгарии. Образование получил на Биолого-геолого-географского факультета Софийского университета. Научный сотрудник Национального музея естественных наук в Софии (1975—1995). Исследователь нижнего мела (барремского яруса) в Болгарии. Он является откривателем несколько новых семейств, родов и видов аммонитов. Доктор Бресковски был участником экспедициях в Сибири, в Грузии и на Кубе. 

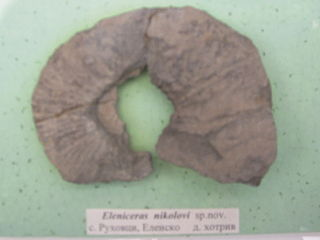
Eleniceras nikolovi

## Память
В честь Ст. Бресковского названы:
- Breskovskiceras Vermeulen & Lazarin, 2007  - род аммонитов, нижний мел Франции.
- Plesiospitidiscus breskovskii Cecca et al., 1998 - вид аммонитов, нижний мел Италии.
- Montanesiceras breskovskii Vaŝiĉek et al., 2013 - вид аммонитов, нижний мел Сербии.

## Главные труды
- V. Tzankov, S. Breskovski (1985), Ammonites des familles Holcodiscidae Spath, 1924 et Astieridiscidae Tzankov & Breskovski, 1982. Description paléontologique, Geologica Balcanica, 15.5. , 3-53.
- St. Breskovski (1967), Eleniceras — genre nouveau d’ammonites hautériviens, Bull. Geol. Inst., Ser. Paleontology, 16: 47-52.
- St. Breskovski (1977), Genre nouveaux du Crétacé inférieur de la famille Desmoceratidae Zittel, 1895 (Ammonoidea). C.R. Acad. bulg. Sci., 30, 10; 1463-6.
- St Breskovski (1977), Sur la classification de la famille Desmoceratidae Zittel, 1895 (Ammonoidea, Crétacé), C. R. Acad. bul. sci, 30, 6: 891-4.
- St. Breskovski (1977), Genres nouveaux du Crétace inférieur de la famille Desmoceratidae Zittel, 1895 (Ammonoidea). C.R. Acad. bulg. Sci., 30, 10; 1463-65
- Стойчо Бресковски (1966), Биостратиграфия на барема южно от Брестак, Варненско, Тр. Геолог Бълг., сер. Палеонтология, 8, 47-52.